# Estret de Dease
L'estret de Dease (en anglès Dease Strait) és un estret de mar que es troba en la península de Kent, al nord del Canadà, i l'illa Victòria, a l'Arxipèlag Àrtic Canadenc. Administrativament les seves aigües pertanyen al territori autònim de Nunavut.

## Geografia
L'Estret de Dease és una de les variants de la ruta marítima del Pas del Nord-oest, un tram que navegat d'oest a est, es troba a continuació del Golf de la Coronació i que enllaça amb el Golf de la Reina Maud.
L'estret té dos trams, un de primer en direcció est-oest, d'uns 150 km, que quasi al final gira en direcció sud-est uns 30 km. L'amplada és força variable, entre uns 45 km a l'inici i uns 30 de mitjana. El pas més estret es troba al davant de les illes Finlays, amb sols 13,8 km.

### Assentaments
Al fons de la badia Cambridge es troba l'assentament de Cambridge Bay, que té una població de 1.477 habitants (2006). Aquest és un dels punts de parada dels passatges i vaixells d'investigació que travessen el Pas del Nord-oest.
La regió és una zona tradicional de caça i pesca i sovint s'hi troben restes arqueològiques. Les principals espècies animals que viuen a la regió són el caribú, el bou mesquer, la truita àrtica, la Salvelinus namaycush i la foca anellada que encara avui continua sent una important font d'alimentació per a la població.
A l'est de Cambridge Bay hi ha l'àrea protegida d'Ovayok Territorial Park.

## Història
La costa continental, la riba meridional de l'estret, va ser reconeguda des de terra per John Franklin en les seves dues expedicions de reconeixement, e 1819-1822 i 1824-1826, acompanyat per George Back i John Richardson. Al final d'aquestes expedicions, Franklin, Back i Richardson havien estudiat gairebé la meitat de la longitud de la costa nord-americana, des de la península de Kent fins a badia Prudhoe, a Alaska. En la segona d'aquestes expedicions els acompanyà l'explorador canadenc Peter Warren Dease (1788-1963), que més tard tornaria a realitzar l'exploració de la zona entre 1833-1839. En reconeixement seu l'estret porta el seu nom.
El primer occidental del qual es té constància que va navegar per les seves aigües va ser, l'any 1853, l'explorador britànic Sir Richard Collinson, capitanejant l'Enterprise. Havia sortit d'Anglaterra el gener de 1850, dirigint una de les expedicions de recerca de l'expedició perduda de John Franklin. Anava acompanyat per Robert McClure, el seu segon comandant, a l'Investigator. En la travessia del Pacífic les dues embarcacions es van separar i l'Enterprise no va poder franquejar punta Barrow abans que l'hivern tanqués el pas. Collinson va tornar a Hong Kong i va reprendre la ruta l'any següent, aconseguint aquesta vegada arribar a temps de passar, el 25 de juliol de 1851. Va voler trobar-se amb l'Investigator, però no ho va aconseguir, tot i que van realitzar una ruta similar. Va haver d'hivernar en aigües del golf d'Amundsen, a Walker Bay (illa Victòria), prop de l'estret del Príncep de Gal·les. L'any següent, l'Enterprise quedà lliure del gel el 5 d'agost i després de reconèixer la badia del Príncep Albert i demostrar que no tenia sortida, gairebé desesperadament va optar per continuar cap a l'est a través de l'estret Dolphin and Union, arribant a les aigües del golf de la Coronació. Va seguir després per les aigües de l'estret de Dease (que fins a aquest moment es pensava que només es podia navegar en un bot, donada l'existència de perilloses i rocoses illes), i es va dirigir a Cambridge Bay, on va hivernar.
Gairebé 50 anys més tard, el 1905, l'explorador noruec Roald Amundsen va repetir el trajecte a bord de la seva petita nau Gjöa.